# Fabio Tomassini
Fabio Ramon Tomassini (* 5. Februar 1996 in San Marino) ist ein san-marinesisch-kubanischer Fußballspieler.

## Karriere

### Verein
Aus der Jugend von Cesena kommend, wechselte er zur Saison 2013/14 auf Leihbasis zu Santarcangelo Giovanili. Danach spielte er weiter für die U19 von Cesena und nach einer weiteren Leihe zu AC Bellaria Igea Marina für die Spielzeit 2014/15, wechselte er fest in die U19 von Chievo. Diese verliehen ihn zur Spielrunde 2015/16 an Calcio Del Duca Ribelle.
Danach verließ er die Jugendabteilungen endgültig und schloss sich fest ASD Romagna Centro an, welche er ein Jahr später Richtung AC Sammaurese verließ. Nach einem weiteren Jahr dort, unterschrieb er schließlich bei CBR Carli Pietracuta, wo er nun bis Februar 2021 aktiv war. Nach ein paar Monaten bei SS Pennarossa, schloss er sich wieder Pietracuta an, wo er auch noch bis heute spielt.

### Nationalmannschaft
Nach der U17 und der U19 hatte er auch mit der U21 von San Marino über 2014 bis 2018 einige Einsätze in der Qualifikation für diverse Europameisterschaften.
Seinen ersten bekannten Einsatz für die A-Nationalmannschaft hatte er am 31. März 2015 bei einer 0:1-Freundschaftsspielniederlage gegen Liechtenstein, wo er zur zweiten Halbzeit für Luca Tosi eingewechselt wurde. Danach kam er aber erst wieder ab Februar 2017 bei zwei Freundschaftsspielen zum Einsatz. Ab dem März dieses Jahres folgten dann aber auch Einsätze in der Qualifikation für die Weltmeisterschaft 2018, in der Nations League 2018/19 und der Quali für die EURO 2020.
Auch bei ein paar Partien der Nations League 2020/21 sowie bei mehreren Qualifikationspartien für die Weltmeisterschaft 2022 war er dabei. Mit der Nations League 2022/23 wurden seine Einsätze aber auch weniger und bei der Quali für die Europameisterschaft 2024 kam er nur ein einziges Mal zum Einsatz.